# Kurt Neumann (réalisateur)
Pour les articles homonymes, voir Kurt Neumann.
Kurt Neumann (Nuremberg, 5 avril 1908 - Los Angeles, 21 août 1958) est un réalisateur, producteur et scénariste américain d'origine allemande qui se spécialise dans la dernière partie de sa carrière dans le genre science-fiction.

## Carrière
Kurt Neumann émigre aux États-Unis à la fin des années 1920, au début du cinéma parlant, et est d'abord engagé pour tourner des versions en allemand de films produits par les grands studios d'Hollywood.
Une fois qu'il maîtrise l'anglais et qu'il acquiert une réputation de réalisateur efficace, il dirige une série de productions à petit budget, parmi lesquelles La Grande Cage (en) (The Big Cage, 1933), Secret of the Blue Room (1933) avec Paul Lukas et Gloria Stuart, Le Chant du Missouri (en) (Rainbow on the River / It Happened in New Orleans, 1936) avec l'enfant-star Bobby Breen, Hold 'Em Navy (1937), Drôle d'équipe (en) (Wide Open Faces, 1937) avec Joe E. Brown, et Ellery Queen : Master Detective (1939).
En 1935, il est pressenti pour tourner La Fiancée de Frankenstein (Bride of Frankenstein), mais après le succès en 1933 de L'Homme invisible de James Whale, qui avait déjà réalisé le premier Frankenstein, les studios Universal insistent auprès de Whale pour qu'il réalise également la suite.
En 1941, Neumann signe un contrat avec le producteur Hal Roach pour diriger une série de moyens métrages d'une durée de 45 minutes (soit 4 bobines), des comédies comme About Face (1942), Brooklyn Orchid (1942), Taxi, Mister? (1943) et Yanks Ahoy (1943).
En 1945, il rejoint la compagnie du producteur Sol Lesser, qui l'engage comme coproducteur et metteur en scène principal d'une série autour du personnage de Tarzan (1945-1954), produite pour la RKO avec Johnny Weissmuller rôle repris plus tard par Gordon Scott.
C'est en définitive comme auteur de films de science-fiction que Neumann se fait un nom, grâce à des réalisations telles que Vingt-quatre Heures chez les Martiens (Rocketship X-M, 1950) et La Mouche noire (The Fly, 1958). Il dirige d'autres films mêlant science-fiction et épouvante comme Kronos (1957), devenu depuis un film culte, et She-Devil (1957), et aussi des films d'autres genres comme The Ring (1952), une production indépendante avec Rita Moreno, Ceux du voyage (Carnival Story, 1954), L'Attaque du Fort Douglas (Mohawk, 1956) et The Deerslayer (1958).
Selon l'Internet Movie Database, Neumann s'est donné la mort à Los Angeles le 21 août 1958, peu avant une projection en avant-première de La Mouche noire. Neumann ne sut par conséquent jamais quel succès allait rencontrer son film, considéré encore aujourd'hui comme un classique du genre. D'autres sources affirment cependant qu'il s'est éteint de mort naturelle, peu après l'avant-première, mais avant la première officielle du film. Il est enterré au cimetière Utter McKinley, à Los Angeles.

## Filmographie

### Réalisateur
- 1931 : ¡Hola, Rusia!
- 1931 : Estamos en París
- 1931 : Tenorio del harem, El
- 1931 : Trapped (en) (+ scénario)
- 1931 : House of Mystery
- 1932 : Fast Companions (en)
- 1932 : Mon copain le roi (My Pal, the King)
- 1932 : The Red Shadow
- 1933 : Son dernier combat (en) (King for a Night)
- 1933 : La Grande Cage (en) (The Big Cage)
- 1933 : Secret of the Blue Room (en)
- 1934 : Half a Sinner (en)
- 1934 : Un gars de la marine (en) (Let’s Talk It Over)
- 1934 : Wake Up and Dream (en)
- 1935 : Kidnapping (en) (Alias Mary Dow)
- 1935 : The Affair of Susan
- 1936 : Le Chant du Missouri (en) (Rainbow on the River/ It Happened in New Orleans)
- 1936 : On recherche un enfant (en) (Let’s Sing Again)
- 1936 : Violets in Spring
- 1937 : Espionnage (Espionage)
- 1937 : Make a Wish (en)
- 1937 : Hold 'Em Navy (en)
- 1938 : Drôle d'équipe (en) (Wide Open Faces)
- 1938 : Touchdown, Army (en)
- 1939 : Ambush
- 1939 : Deuxième à gauche (All Women Have Secrets)
- 1939 : Island of Lost Men
- 1939 : Unmarried (en)
- 1940 : A Night at Earl Carroll's (en)
- 1940 : Ellery Queen, Master Detective (en)
- 1941 : Sealed Lips (en) de George Waggner
- 1942 : Brooklyn Orchid (en)
- 1942 : About Face (en)
- 1942 : Fall In (en)
- 1942 : The McGuerins from Brooklyn (en)
- 1943 : Taxi, Mister (en)
- 1943 : Yanks Ahoy (en)
- 1943 : The Unknown Guest
- 1945 : Tarzan et les Amazones (Tarzan and the Amazons)
- 1946 : Tarzan et la Femme léopard (Tarzan and the Leopard Woman)
- 1947 : Tarzan et la Chasseresse (Tarzan and the Huntress)
- 1948 : Le Bourgeois téméraire (en) (The Dude Goes West)
- 1949 : Two Knights from Brooklyn (en)
- 1949 : J'ai épousé un hors-la-loi (Bad Men of Tombstone)
- 1949 : Garçons en cage (Bad Boy)
- 1950 : Le Kid du Texas (The Kid from Texas)
- 1950 : Vingt-quatre Heures chez les Martiens (Rocketship X-M) (+ scénario)
- 1951 : L'Enfant du désert (en) (Cattle Drive)
- 1951 : Reunion in Reno (en)
- 1952 : The Ring (en)
- 1952 : Le Fils d'Ali Baba (Son of Ali Baba)
- 1952 : Hiawatha
- 1953 : Tarzan et la diablesse (en) (Tarzan and the She-Devil)
- 1954 : Regina Amstetten (en)
- 1954 : Ceux du voyage (Carnival Story) (+ scénario)
- 1954 : Rummelplatz der Liebe (en) (+ scénario)
- 1954 : Esclaves pour Rio (de) (Mannequins für Rio) (+ scénario)
- 1954 : Drei vom Varieté (en)
- 1955 : L'Étoile de Rio (en) (Stern von Rio)
- 1956 : L'Attaque du Fort Douglas (Mohawk)
- 1956 : The Desperados Are in Town (+ scénario)
- 1957 : She Devil (+ scénario)
- 1957 : Kronos
- 1957 : The Deerslayer (en) (+ scénario)
- 1958 : La Mouche noire (The Fly)
- 1958 : Machete (en) (+ scénario)
- 1959 : Watusi
- 1959 : Counterplot (en)

### Producteur
- 1943 : Le Mystère de Tarzan (Tarzan’s Desert Mystery) (producteur associé)
- 1945 : Tarzan et les Amazones (Tarzan and the Amazons) (producteur associé)
- 1946 : Tarzan et la Femme léopard (Tarzan and the Leopard Woman) (producteur associé)
- 1947 : Tarzan et la Chasseresse (Tarzan and the Huntress) (producteur associé)
- 1950 : Vingt-quatre Heures chez les Martiens (Rocketship X-M)
- 1954 : Mannequins für Rio (en)
- 1956 : The Desperados Are in Town
- 1957 : She Devil
- 1957 : Kronos
- 1957 : The Deerslayer (en)
- 1958 : La Mouche noire (The Fly)
- 1958 : Machete (en)
- 1959 : Counterplot (en)

### Scénariste (hormis sur ses propres films)
- 1936 : La Fille de Dracula (Dracula's Daughter) de Lambert Hillyer (traitement, non crédité)
- 1944 : The Return of the Vampire (en) de Lew Landers (histoire)
- 1946 : Susie Steps Out (en) de Reginald Le Borg (histoire)
- 1957 : Apache Warrior (en) d'Elmo Williams